# Kia Forum
Kia Forum (previamente nomeada Great Western Forum, The Forum e The Forum Presented by Chase e apelidada de "L.A. Forum") é uma arena multiúso situada em Inglewood, Califórnia, adjacente a Los Angeles. Foi comprada pela The Madison Square Garden Company, dona das operações do Madison Square Garden em Nova Iorque, em 2012, que responsabilizou-se por sua renovação de 2014.
Em 24 de setembro de 2014, foi incluído no Registro Nacional de Lugares Históricos dos Estados Unidos. Foi palco de uma série de concertos e premiações notáveis, servindo como palco das edições de 2014 e de 2017 dos MTV Video Music Awards de 2017.